# Meruoca
Meruoca là một đô thị thuộc bang Ceará, Brasil. Đô thị này có diện tích 144,94 km², dân số năm 2007 là 12118 người, mật độ 83,61 người/km².